# Bataille d'Alphen-sur-le-Rhin
La bataille d'Alphen-sur-le-Rhin (dans le Goudse Chronyke, elle est mentionnée comme bataille d'Alphen  ou aussi bataille de Gouwsesluis,) est une bataille médiévale survenue aux abords de la ville d'Alphen-sur-le-Rhin. Ces combats font partie des querelles des Hameçons et des Cabillauds. En une année, il y eut deux batailles sur place, le 21 octobre 1425 puis 6 mois plus tard, le 30 avril 1426. 

## Première bataille
guerre des Hameçons et des Cabillauds
La première bataille a eu lieu le 21 octobre 1425. En provenance de Gouda, Jacqueline de Hainaut avait fait avancer son armée du parti des Hameçons, appuyée par le Sticht d'Utrecht. Elle a réussi à affronter l'armée du stathouder, qui avait le soutien des villes néerlandaises de Leyde, Haarlem et Amsterdam, à Gouwsluis (nl) près d'Alphen-sur-le-Rhin.
Les troupes de Jacqueline remportèrent la bataille et emportèrent en trophées les bannières de la ville. Les personnes d'importantes de l'armée de Jacqueline qui ont pris part à la bataille et conduit les manœuvres étaient Jean II de Montfoort et Thierry van der Merwede (nl).
Jacqueline de Hainaut elle-même, était restée à Gouda, son quartier général, ce qui était très courant durant toute la durée du conflit. Les soldats du parti des Cabillauds avaient construit une forteresse en bois surplombant les passages sur la Gouwe et sur le Rhin. La population locale n'aimait guère ces soldats du parti des Cabillauds et bourgeois de surcroît, venant de Leyde et d'Haarlem. Elle a donc décidé de soutenir l'armée des Hameçons venant de Gouda. Elle a commencé à récupérer du bétail du fort, ce qui a poussé les troupes d'occupation à prendre des mesures de répression et d'arrêter les citoyens du village. Cependant, ayant tendu une embuscade dans les buissons, les hommes des Hameçons de Gouda ont émergé et une bataille s'est rapidement engagée au terme de laquelle 100 soldats du parti des Cabillauds ont été capturés.

## Seconde bataille
guerre des Hameçons et des Cabillauds

Le 30 avril 1426, il y a eu une deuxième confrontation,. Jacqueline de Hainaut avait levé le siège d'Haarlem (nl) après avoir appris la menace d'une armée ennemie approchant. Cette force, dirigée par Jean d'Uytkercke, le fils de Roland d'Uytkercke qui a défendu Haarlem, se composait de 800 Flamands. Elle était renforcée également de bourgeois des villes néerlandaises et approchait d'Alphen-sur-le-Rhin. Cette cité représentait un point stratégique capital pour la comtesse et sa perte aurait eu des conséquences terribles. La bataille est à nouveau gagnée par les Hameçons tandis que l'armée de mercenaires flamande s'enfuit vers Leyde. Du contingent de cette seule ville, 85 civils qui ont pris part aux combats auraient été tués. Au total, le nombre de victimes sur le champ de bataille se serait élevé à environ 300. La victoire de Jacqueline était en partie due aux efforts des archers locaux, et par gratitude, la comtesse les a récompensé en leur donnant un calice. 
Cette bataille a eu lieu en grande partie près de la rivière de la Gouwe. 

### Acte de chevalerie
Après cette seconde bataille, sept seigneurs et nobles du parti des Hameçons furent élevés au rang de « chevalier ». Il s'agissait de Jan van Wassenaar, seigneur de Voorburg, Hendrik van Kronenburg, Jan van Langerak, Dirk van der Merwede, Gerrit II van Poelgeest (nl), Everhard ou Ewout, bâtard de Hollande (nl) et Arnoud van Ghent. Ils s'étaient bravement distingués lors de la bataille pour leur comtesse et ils ont donc été récompensés par ce nouveau titre.